# Burckella fijiensis
Burckella fijiensis là một loài thực vật có hoa trong họ Hồng xiêm. Loài này được (Hemsl.) A.C.Sm. & S.P.Darwin mô tả khoa học đầu tiên năm 1975.